# Forni Avoltri

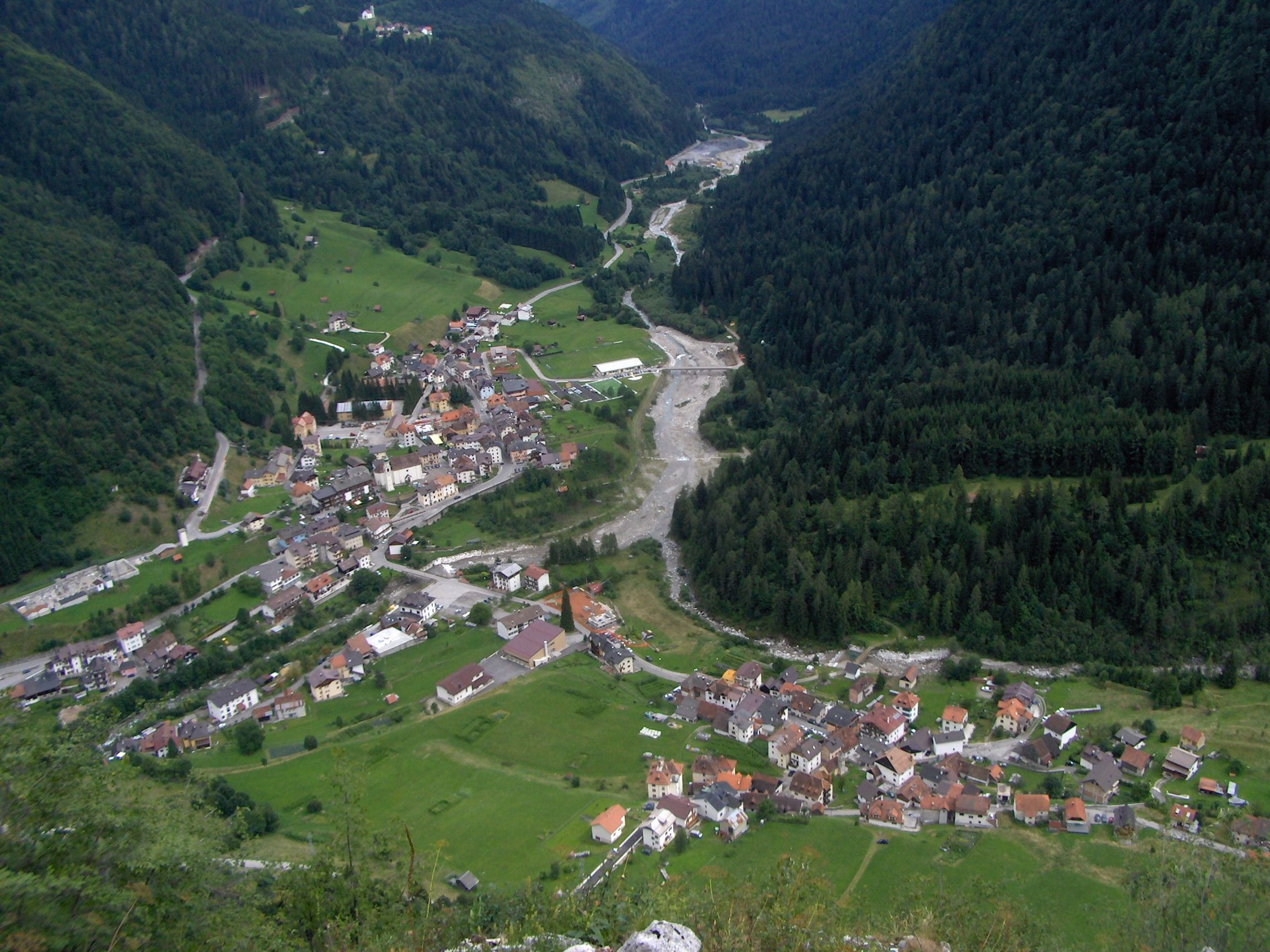
Blick auf Forni Avoltri

Forni Avoltri (auf Deutsch: Öfen; auf Furlanisch: For Davôtri; im lokalen Dialekt: For Davùatri) ist eine Gemeinde mit 501 Einwohnern (Stand 31. Dezember 2023) in der norditalienischen Region Friaul-Julisch Venetien.

## Geographie
Forni Avoltri ist die letzte Gemeinde des Val Degano vor der Grenze zum Veneto. Das Dorf liegt nördlich von Karnien und ist damit die nördlichste Gemeinde der Region.

## Sehenswürdigkeiten
- Chiesa di San Lorenzo – die Kirche steht in Forni und stammt aus dem 17. Jahrhundert. Sie wurde 1870 restauriert.
- Chiesa di San Giovanni Battista – die Kirche steht in Frassenetto und wurde 1346 erbaut. Im Jahr 1745 wurde sie restauriert.
- Museo etnografico Cemuot chi erin – das ethnographische Museum wurde 1992 eingerichtet.
- Museo della grande guerra

## Wirtschaft
Die Wirtschaft Forni Avoltris stützt sich auf den Winter- und Sommertourismus. Das Dorf verfügt über neun Hotels, einen Zeltplatz, drei Bed-and-Breakfast-Pensionen, zwei Landtourismus-Bauernhöfe und drei alpine Schutzhütten. Im Bereich Gastronomie stehen drei Gaststätten zur Verfügung.

## Sport
In Forni Avoltri befindet sich das Biathlonstadion Carnia Arena, in dem seit den 1990er Jahren internationale Wettkämpfe, vor allem im Biathlon-Europacup, durchgeführt werden. 2003 und 2013 war der Ort Gastgeber der Sommerbiathlon-Weltmeisterschaften, der Biathlon-Europameisterschaften 2003 und 1997 der Biathlon-Juniorenweltmeisterschaften. Neben Antholz und Ridnaun ist der Ort somit eines der Zentren des italienischen Biathlonsports.